# Pace plc
Pace (LSE: PIC) é uma empresa que desenvolve tecnologia para serviços de de TV por assinatura, como os set-top boxes para TV a cabo, televisão por satélite e as operadores de IPTV. A empresa tem ações na Bolsa de Valores de Londres e é um componente do índice FTSE 250.

## História
A Companhia foi fundada como Pace Micro Technology plc em 1982 e introduziu o primeiro modem de baixo custo disponível comercialmente em 1985. Em 1987, começou a vender seu receptor de satélite analógicos set-top. Em 1995, fabricado descodificadores do mundo DVB primeiro satélite australiano empresa Galaxy.
Em 1996, abriu seu capital na Bolsa de Valores de Londres. Em 1998, a empresa começou a enviar o equipamento para TDT BSkyB. 
Em 1999, a Pace comprou a divisão de set-top box da Acorn Computers e a transformou em seu escritório de Cambridge. Como resultado, passou a ser proprietária, por anos da RISC OS e de tecnologias utilizadas com base em seu equipamento descodificador: o escritório de Cambridge foi fechado em 2003.
Pace conseguiu um avanço no mercado de União Europeia em 2000, quando começou a entrega de produtos a Comcast. A empresa também fornece para a DirecTV. Em 2001, Pace anunciou que terceirizaria a capacidade de produção que se manteve em Saltaire e a sede social foi reduzida a uma administração e centro de desenvolvimento.
Em março de 2002, Pace foi a primeira empresa a comercializar gravadores de vídeo acoplados aos set-top boxes. Em 2005, Pace, junto com o provedor australiano de TV por assinatura Foxtel lançou o primeiro DVB-C Personal Video Recorder.
Em abril de 2006 Neil Gaydon tornou-se CEO, assumindo o lugar de John Dyson, e Mike McTighe se tornou o novo presidente, substituindo Sir Michael Bett. Em abril de 2008, adquiriu a Pace "Set-Top Box e Soluções de Conectividade", divisão da Royal Philips Electronics, praticamente dobrando o tamanho da empresa.
Em maio de 2008, Pace mudou seu nome de "Pace Mcro Technology plc" para "Pace plc".

## Operações
O escritório da Pace situa-se em Saltaire, perto de Bradford em West Yorkshire. Ocupa uma grande área do complexo de estilo vitoriano Salts Mill, onde já funcionou a indústria têxtil.

## Clientes
- Time Warner Cable - Estados Unidos
- Bright House Networks - Estados Unidos
- Comcast - Estados Unidos
- DirecTV - Estados Unidos
- Mediacom - Estados Unidos
- Rogers Cable - Canadá
- Vidéotron - Portugal
- BT Vision [11] - Reino Unido
- Sky Digital - Brasil / Portugal
- Media Virgem - Reino Unido
- Sky Italia - Itália
- Premiere (pay rede de televisão) - Alemanha
- Kabel Deutschland - Alemanha
- Viasat - Escandinávia e Países Bálticos
- Digiturk - Turquia
- Países Baixos UPC - Países Baixos
- Astro (TV por satélite) - Brasil
- MultiChoice África África do Sul -
- Foxtel (Televisão Optus +) - Austrália
- Rede de TV SKY - Nova Zelândia
- Shaw Communications - Portugal
- Cyfra + - Polónia
- Sky Tata - Portugal
- Via embratel - Brasil
- GVT (Global Village Telecom) - Brasil